# Hexatoma (Eriocera) caesarea
Hexatoma (Eriocera) caesarea is een tweevleugelige uit de familie steltmuggen (Limoniidae). De soort komt voor in het Palearctisch gebied.